# Het olied
Het olied is een single van André van Duin. Ferry Wieneke gaf leiding aan het orkest dat Van Duin begeleidde op de single. De platenhoes was van Arno van Orsouw. De single bleef bijna geheel onopgemerkt en haalde de hitparades niet. Het stond wel twee weken in de Tipparade van de Daverende 30.
Het olied is een cover van Papaveri e papere van de hand van Vittorio Masscheroni, Nino Rastelli en Mario Panzeri, voorzien van een Nederlandse tekst van André van Duin zelf. Het origineel werd tijdens het Festival van San Remo 1952 gezongen door Nilla Pizzi met een orkest onder leiding van Ennio Morricone. Ze veroverden de tweede plaats achter Vola colomba eveneens gezongen door Nina Pizzi.
De B-kant Kietel me niet is een origineel Nederlandstalig liedje geschreven door Ad van der Gein en Carlo van der Vegt. Kietel me niet is afkomstig van Van Duins elpee De tamme boerenzoon. De combinatie Van der Gein, Van der Vegt en Wieneke zorgde in 1973 voor de opname van de elpee Een goeie buur van het Cocktail Trio.